# 1874年德國聯邦選舉

選舉地圖

聯邦選舉於1874年1月10日在德國舉行。國家自由黨仍然是帝國議會中最大的政黨，在397個席位中擁有147個席位。選民投票率為61.2%。